# Лейпунський Олександр Ілліч
Олександр Ілліч Лейпунський (24 листопада (7 грудня) 1903, село Драглі, Сокольський повіт, Гродненська губернія — 14 серпня 1972, Москва) — український радянський вчений-фізик. Дійсний член АН УРСР (1934). Герой Соціалістичної Праці (1963). Лауреат Ленінської премії (1960).
Директор Інституту фізики АН УРСР; здійснив розщеплення атомного ядра штучно прискореними частинками (1932); праці з атомної фізики та ядерної техніки.

## Біографія
Народився в багатодітній єврейській родині. 1926 року закінчив Ленінградський політехнічний інститут (фізико-механічний факультет).
У 1929—1941 роках працював в Українському фізико-технічному інституті АН УРСР (сучасна назва — Національний науковий центр «Харківський фізико-технічний інститут»), спочатку «старшим фізиком з виконанням обов'язків заступника директора», а з 1933 року — директором. Першим науковим і організаційним досягненням Лейпунського стала переорієнтація в середині 1931 року Високовольтної бригади Інституту на ядерну тематику та створення необхідного експериментального обладнання. Це дозволило йому 1932 року спільно з Антоном Карловичем Вальтером, Кирилом Дмитровичем Синельниковим і Георгієм Дмитровичем Латишевим уперше в СРСР здійснити розщеплення атомного ядра штучно прискореними частинками.
У квітні 1934 відряджений на стажування до Німеччини та Великої Британії. Працював у Е. Резерфорда в Кавендіській лабораторії Кембриджського університету. В жовтні 1935 повернувся до Харкова, у грудні поновлений на посаді директора ХФТІ. За «єжовщини» у вересні 1937 знятий з посади директора, заарештований як агент німецької розвідки, згодом звільнений у зв'язку з припиненням справи (див. Справа УФТІ).
У 1941–1949 роках — директор Інституту фізики та математики АН УРСР, директор Інституту фізики АН УРСР, завідувач сектору Інституту теоретичної та експериментальної фізики АН СРСР, завідувач кафедри і декан Московського інженерно-фізичного інституту.
Від 1949 року Олександр Ілліч у Обнінському фізико-енергетичному інституті, від 1950 року — науковий керівник програми створення в державі ядерних реакторів на швидких нейтронах. Під його керівництвом було розроблено й доведено до практичної реалізації серію дослідницьких і перший в СРСР промисловий реактор на швидких нейтронах у Казахстані.
Основні праці з атомної та ядерної фізики, ядерної техніки.
Гурій Марчук згадує історію, що нею поділився з ним Лейпунський:
|  | У 1945 році Олександру Іллічу було доручено зберегти для наукових цілей декілька грамів радію, здобутих неймовірною працею. В ту пору це був чи не єдиний практично використовуваний інтенсивний радіоізотоп, ціни якому, як тепер картинам Леонардо да Вінчі, просто не було. І ось для зберігання радію йому виділили в одному з інститутів Москви маленьку кімнатку. В неї помістили сейф з радієм. Кімнату опечатали, а близько дверей організували цілодобове чергування. Вартові, змінюючись, під розписку в журналі здавали цінне майно. Через рік чи два під час інвентаризації дорогоцінних металів вирішили перевірити запаси радію. Розкрили печатку, відкрили двері і побачили… велику світлу кімнату з канцелярськими столами. Сейфа з радієм у кімнаті не було. Виявилося, що інститут, проводячи ремонт, зробив деяке перепланування. Маленьку кімнатку приєднали до великої, стіну знесли, а сейф «з якимись склянками» викинули, куди — ніхто не знав. Сотні наукових співробітників ретельно обшукали всі звалища і смітники столиці, але нічого не знайшли. Пошук був припинений, а Лейпунський знятий з роботи і «засланий» до Києва. І лише через кілька років, коли Обнінську знадобилися вчені вищого класу, Олександра Ілліча запросили в лабораторію «В», де під його керівництвом було створено новий напрямок, пов'язаний з реакторами на швидких нейтронах. За ці роботи вченого удостоїли Ленінської премії та інших високих нагород. Нічого цього могло не бути, якби він був засланий у табори. |

### Сім'я
Дружина — вчена-фізик, академік АН УРСР Антоніна Прихотько (1906—1995). Донька — археолог Ніна Лейпунська (1930—2008). Онук — фізик Юрій Рєзніков (1953—2016).

## Вшанування пам'яті
1996 року Державному науковому центру Російської Федерації «Фізико-енергетичний інститут» надано ім'я Лейпунського.
У 2007 р. Національною Академією наук України була заснована Премія НАН України імені О. І. Лейпунського, яка вручається Відділенням ядерної фізики та енергетики НАН України за видатні наукові роботи в галузі ядерної енергетики.